# Andreas Hinkel
Andreas Benjamin Hinkel (Backnang, 26 maart 1982) is een Duits oud-voetballer. Zijn laatste club was SC Freiburg. Op 12 april 2013 verklaarde hij dat hij komend seizoen aan de slag gaat als jeugdtrainer bij VfB Stuttgart.

## Clubcarrière
Hinkel maakt zijn profdebuut voor VfB Stuttgart in een UEFA Cup wedstrijd tegen Celta de Vigo (0-0). Drie dagen later, op 18 maart 2001, maakt hij zijn Bundesliga-debuut tegen Hertha BSC. In 2006 tekende hij een contract bij de Spaanse club Sevilla FC, die 4 miljoen euro voor de verdediger overhad. Bij deze club ging hij de concurrentie aan met Daniel Alves.
Met Sevilla won hij in 2006 de Europese Supercup en in 2007 de Copa del Rey, de Supercopa en de UEFA Cup. Mede vanwege de concurrentie van Alves, komt Hinkel niet meer zoveel aan het spelen toe. In 2008 vertrekt hij naar het Schotse Celtic FC. Met de club uit Glasgow wordt hij kampioen in 2008. In de zomer van 2010 scheurt hij zijn kruisbanden. In het voorjaar van 2011 kon hij weer op het veld staan, maar hij komt het seizoen 2010/2011 niet meer in actie. Zijn contract werd niet meer verlengd, waardoor hij transfervrij door SC Freiburg kon worden overgenomen. Na een teleurstellend seizoen waarin hij amper zeven wedstrijden mocht meedoen zocht hij geen nieuwe club meer. Op 12 april 2013 werd bekend dat hij jeugdtrainer wordt bij VfB Stuttgart.

## Duits elftal
Op 30 april 2003 maakte Hinkel zijn debuut voor het Duits voetbalelftal in de oefenwedstrijd tegen Servië en Montenegro (1-0) in Bremen, net als Michael Hartmann (Hertha BSC). Hij viel in die wedstrijd na 66 minuten in voor Arne Friedrich. Hij maakte deel uit van de Duitse selectie op het EK van 2004 in Portugal, maar kreeg daar geen speeltijd. Daarna kreeg Hinkel een paar jaar geen uitnodiging meer voor het nationale elftal. In september 2008 riep bondscoach Joachim Löw hem weer op voor een interland tegen Finland. Onder Löw speelde Hinkel nog drie keer voor Duitsland.
| Interlands van Andreas Hinkel voor Duitsland | Interlands van Andreas Hinkel voor Duitsland | Interlands van Andreas Hinkel voor Duitsland | Interlands van Andreas Hinkel voor Duitsland | Interlands van Andreas Hinkel voor Duitsland | Interlands van Andreas Hinkel voor Duitsland |
| №                                            | Datum                                        | Wedstrijd                                    | Uitslag                                      | Competitie                                   | Goals                                        |
| -------------------------------------------- | -------------------------------------------- | -------------------------------------------- | -------------------------------------------- | -------------------------------------------- | -------------------------------------------- |
| 1                                            | 30.04.2003                                   | Duitsland – Servië en Montenegro             | 1 – 0                                        | Vriendschappelijk                            | 0                                            |
| 2                                            | 01.06.2003                                   | Duitsland – Canada                           | 4 – 1                                        | Vriendschappelijk                            | 0                                            |
| 3                                            | 20.08.2003                                   | Duitsland – Italië                           | 0 – 1                                        | Vriendschappelijk                            | 0                                            |
| 4                                            | 11.10.2003                                   | Duitsland – IJsland                          | 3 – 0                                        | EK-kwalificatie                              | 0                                            |
| 5                                            | 15.11.2003                                   | Duitsland – Frankrijk                        | 0 – 3                                        | Vriendschappelijk                            | 0                                            |
| 6                                            | 27.05.2004                                   | Duitsland – Malta                            | 7 – 0                                        | Vriendschappelijk                            | 0                                            |
| 7                                            | 06.06.2004                                   | Duitsland – Hongarije                        | 0 – 2                                        | Vriendschappelijk                            | 0                                            |
| 8                                            | 18.08.2004                                   | Oostenrijk – Duitsland                       | 1 – 3                                        | Vriendschappelijk                            | 0                                            |
| 9                                            | 08.09.2004                                   | Duitsland – Brazilië                         | 1 – 1                                        | Vriendschappelijk                            | 0                                            |
| 10                                           | 19/12.2004                                   | Zuid-Korea – Duitsland                       | 3 – 1                                        | Vriendschappelijk                            | 0                                            |
| 11                                           | 21/12.2004                                   | Thailand – Duitsland                         | 1 – 5                                        | Vriendschappelijk                            | 0                                            |
| 12                                           | 26.03.2005                                   | Slovenië – Duitsland                         | 0 – 1                                        | Vriendschappelijk                            | 0                                            |
| 13                                           | 08.06.2005                                   | Duitsland – Rusland                          | 2 – 2                                        | Vriendschappelijk                            | 0                                            |
| 14                                           | 21.06.2005                                   | Duitsland – Argentinië                       | 2 – 2                                        | FIFA Confederations Cup                      | 0                                            |
| 15                                           | 29.06.2005                                   | Duitsland – Mexico                           | 4 – 3                                        | FIFA Confederations Cup                      | 0                                            |
| 16                                           | 17.08.2005                                   | Nederland – Duitsland                        | 2 – 2                                        | Vriendschappelijk                            | 0                                            |
| 17                                           | 03.09.2005                                   | Slowakije – Duitsland                        | 2 – 0                                        | Vriendschappelijk                            | 0                                            |
| 18                                           | 10.09.2005                                   | Finland – Duitsland                          | 3 – 3                                        | WK-kwalificatie                              | 0                                            |
| 19                                           | 11.02.2009                                   | Duitsland – Noorwegen                        | 0 – 1                                        | Vriendschappelijk                            | 0                                            |
| 20                                           | 29.05.2009                                   | China – Duitsland                            | 1 – 1                                        | Vriendschappelijk                            | 0                                            |
| 21                                           | 02.06.2009                                   | V.A.E. – Duitsland                           | 2 – 7                                        | Vriendschappelijk                            | 0                                            |

## Erelijst
Sevilla FC
- Copa del Rey: 2007
- Supercopa: 2007
- UEFA Super Cup: 2006
- UEFA Cup: 2007

Celtic FC
- Kampioen van Schotland: 2008
- Scottish League Cup: 2009